# Angelika Strotmann
Angelika Strotmann (* 24. Mai 1956 in Osnabrück) ist eine deutsche katholische Exegetin und Professorin für Katholische Theologie an der Universität Paderborn.

## Leben
Angelika Strotmann studierte Philosophie, katholische Theologie und Soziologie an der  Philosophisch-Theologischen Hochschule Sankt Georgen und an der Johann Wolfgang Goethe-Universität in Frankfurt am Main. An Ersterer promovierte sie 1990 in Theologie und arbeitete in der Folgezeit an verschiedenen Hochschulen als Dozentin für alttestamentliche und neutestamentliche Exegese. Von 2002 bis 2008 hatte sie eine Professur für Biblische Theologie und Religionspädagogik an der Pädagogischen Hochschule Heidelberg inne. Seit 2008 ist sie Professorin für Neues Testament am Institut für Katholische Theologie der Universität Paderborn. Ihre Forschungsschwerpunkte sind u. a. die Vaterschaft Gottes in frühjüdischen Schriften und im Neuen Testament, die Weisheitschristologie im Neuen Testament, ersttestamentliche Weisheitsschriften, insbesondere Jesus Sirach, Frauen und Frauenbilder in frühjüdischen und biblischen Schriften. Sie war an der Übersetzung der Bibel in gerechter Sprache beteiligt. 2011 unterzeichnete Strotmann das Memorandum Kirche 2011: Ein notwendiger Aufbruch. Sie ist Vorstandsmitglied der Gesellschaft für christlich-jüdische Zusammenarbeit und Vorsitzende der Europäischen Gesellschaft für Frauen in theologischer Forschung.

## Werke (Auswahl)
- „Mein Vater bist du!“ (Sir 51,10) Zur Bedeutung der Vaterschaft Gottes in kanonischen und nichtkanonischen frühjüdischen Schriften (FThSt 39) Frankfurt am Main 1992. (Diss.) ISBN  3-7820-0625-9
- Labahn, M. / Scholtissek, K. / Strotmann, A. (Hg.), Israel und seine Heilstraditionen im Johannesevangelium, FS Johannes Beutler SJ, Paderborn 2004.
- Die göttliche Weisheit als Nahrungsspenderin, Gastgeberin und sich selbst anbietende Speise. Mit einem Ausblick auf Joh 6, in: Judith Hartenstein u. a. (Hg.), Die subversive Kraft des Abendmahls. Von der Entwicklung christlicher Abendmahlstraditionen, Gütersloh 2008.
- Der historische Jesus: Eine Einführung (= UTB. Nr. 3553). Ferdinand Schöningh, Paderborn 2012, ISBN 978-3-8252-3553-6.